# Déjala correr
Déjala correr es una película argentina de Comedia y Fantasía de 2001 dirigida por Alberto Lecchi, y escrita por Alberto Lecchi y Enrique Cortés basada en el guion de la cinta española Rewind, de Nicolás Muñoz Avia y Rodrigo Muñoz Avia. La película se estrenó el 4 de octubre de 2001.

## Sinopsis
Diego (Nicolás Cabré), un repartidor de pizza, quiere conquistar a Mónica (Julieta Díaz). Para eso, la invita a una cena en su casa con sus amigos René (Pablo Rago) y Belén (Florencia Bertotti), pero ella cae con Manuel (Fabián Vena), un "amigo". Diego intentará durante toda la noche ganarle a Manuel la carrera al corazón de Mónica, con la gran ayuda de una cámara de video que puede rebobinar los acontecimientos reales para subsanar errores.

## Elenco
- Nicolás Cabré como Diego
- Fabián Vena como Manuel
- Pablo Rago como René
- Florencia Bertotti como Belén
- Julieta Díaz como Mónica
- Axel Pauls como Leonardo
- Lola Berthet como Laura
- Gabriel Goity como Cliente de antigüedades
- Paula Sartor como Hija de Manuel
- Gabriel Molinelli como Carlos
- Jorge de la Renta como Portero
- Juan Pablo Galli como Pizzero
- Julieta Sartor como Hija de Manuel